# 金澤貨運站
金澤貨運站（日语：／ Kanazawa Kamotsu Terminal */?）是一位於日本石川縣金澤市，隸屬於日本貨物鐵道（JR貨物）的鐵路車站，車站編號為5725，車站原座落於北陸本線管內，2015年3月14日因路線經營權轉移至IR石川鐵道，改為於IR石川鐵道線內，現時隷屬於關西支社金澤支店下，金澤貨運站是石川縣內唯一設置的貨物鐵路車站，所以它承擔着縣內各地間的貨櫃轉發、結集的功能。
其東北方的出口會途經東金澤站。

## 車站構造

### 站房
位於高柳町10-1-4，是一座兩層高的水泥建築物，地下設有營業窗口櫃位，同時也是整個金澤支社的辦事處，以及金澤維修站（金沢メンテナンスステージョン）所在地。

### 線路

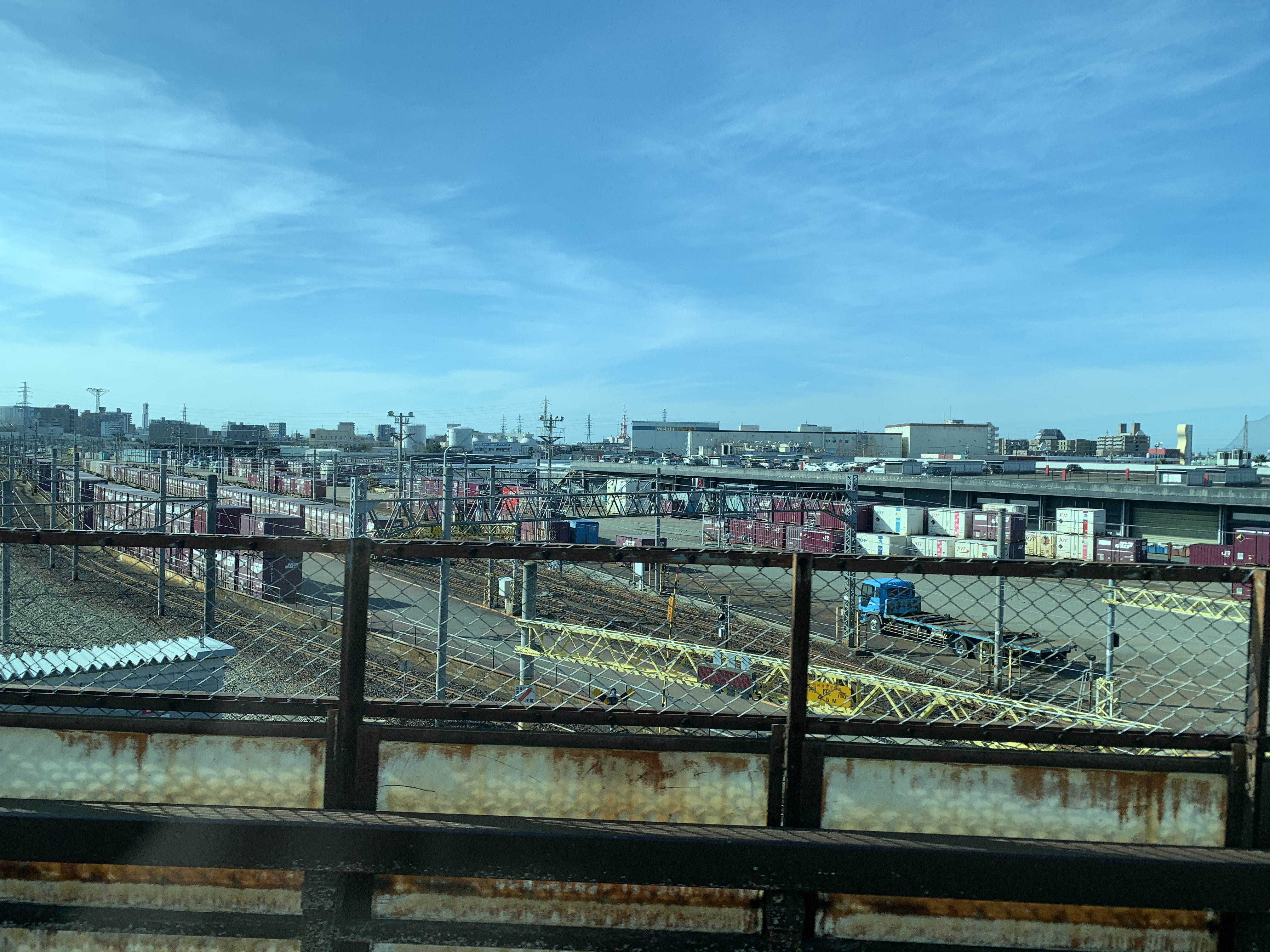
金澤貨運站線路（2020年1月）

備有用作出發用的線道5條、2條線道靠近貨櫃起落月台（採用E&S處理方式）。、4條到達用線道、以及2條同時供鐵路機車停泊的貨物側線

### 處理類型
本站現時可處理12呎小型、20呎中型（標準模式及24噸負重）及30呎大型貨櫃、及符合ISO 668規格的20呎國際海運標準貨櫃，亦已獲得許可運載不同類型的工業廢料。由本貨運站所發送的貨物，主要以米、機械零件、隔板等。

## 發車班次
現時每天開出14班定期班次，前往札幌貨運站、秋田貨運站（再駛往仙台貨運站及東青森站）、新潟貨運站（經南長岡站）、隅田川站、名古屋貨運站、富山貨運站、大阪貨運站（經南福井站）、百濟貨運站、岡山貨運站及福岡貨運站（經北九州貨運站）。

## 歷史
- 2003年6月12日：位於原來金澤站內的貨物提取設施移轉至現址開業[2][4][8]，改以E&S處理方式。
- 2015年3月14日：因應北陸本線金澤～俱利伽羅從JR西日本中分離，路線改由IR石川鐵道管理。
- 2017年1月19日：JR貨物與朝日啤酒、麒麟啤酒及日本通運共同策劃，開始由吹田貨運站至本站的鐵道貨櫃運輸專項[9][10][11]。

- 當日起，日本通運金澤分店專光寺物流中心（位於金澤市專光寺町）增設保管服務系統，直至把貨物配送至顧客為止。

## 相鄰車站
日本貨物鐵道
IR石川鐵道線
（金澤）－金澤貨運站（東金澤）－（森本）
※兩個相鄰車站均為IR石川鐵道的客運車站。